# Bessay-sur-Allier
Bessay-sur-Allier é uma comuna francesa na região administrativa de Auvérnia-Ródano-Alpes, no departamento Allier. Estende-se por uma área de 34,97 km². Em 2010 a comuna tinha 1 358 habitantes (densidade: 38,8 hab./km²).